# نفر كا رع خن دو
نفر كا رع خن دو، (بالإنجليزية: Neferkare Khendu)‏، يحتمل أنه كان ملكا في الأسرة المصرية السابعة خلال الفترة الانتقالية الأولى. ويحمل الرقم 44 في قائمة أبيدوس للملوك.

## مقالات ذات صلة
- الأسرة المصرية السابعة
- قدماء المصريين
- قائمة الفراعنة